# シトロエン・ヒュプノス
シトロエン・ヒュプノスは、2008年のモンディアル・ド・ロトモビルでシトロエンが発表した中型高級クロスオーバーSUVのコンセプトカー。5ドアのSUVボディスタイルを採用し、リアアクスルに電気モーターを搭載したディーゼルハイブリッドドライブトレインを動力源としている。この車の最も特徴的なデザイン要素は内装で、虹色のオフセットシートと、ドライバーの表情を分析して心理状態を把握し、それに応じて室内照明や芳香剤の香りを調整するシステムを備えている。
シトロエンは、2015年までにすべてのモデルでディーゼルハイブリッドエンジンが利用可能になると発表。
このコンセプトカーは、2011年のグッドウッド・スピード・フェスティバルを含む、いくつかのモーターショーに出展された。

このクルマのスタイリング特徴の一部は、後に2012年前半から発売された三菱RVRをベースとしたシトロエン・C4エアクロスコンパクトSUV、およびシトロエン・DS4とDS5に採用された。

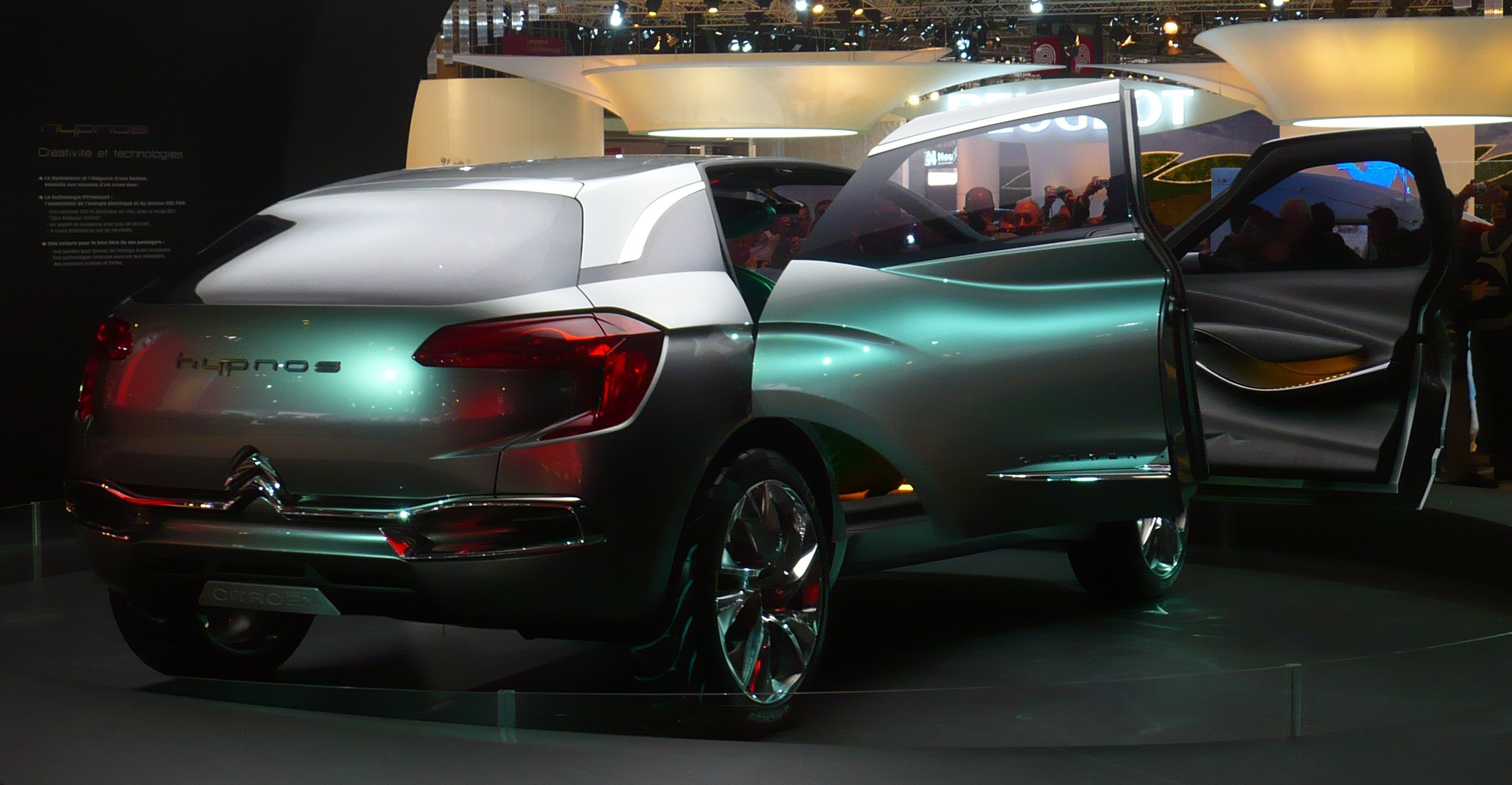
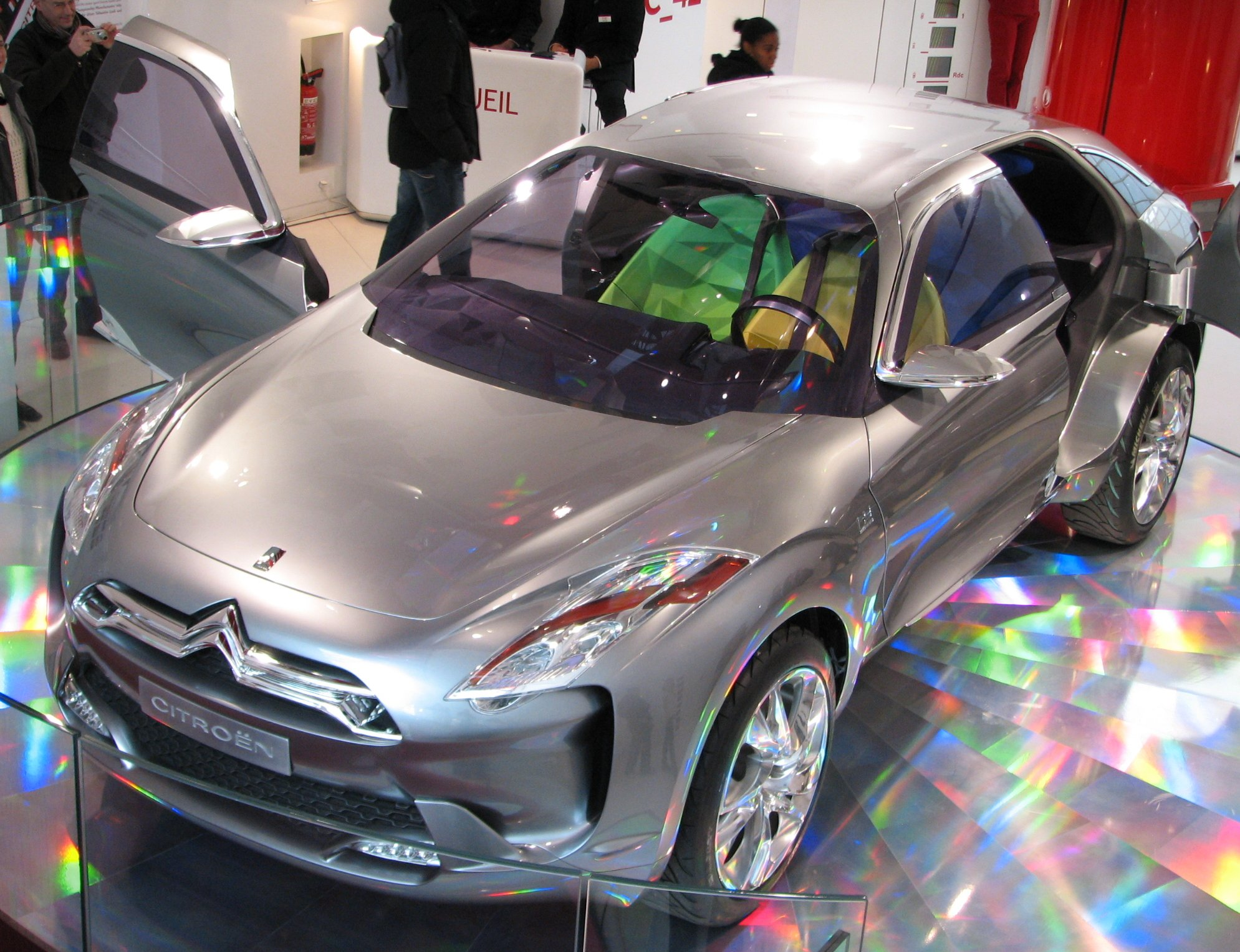